# 다카네촌 (시즈오카현)
다카네촌(일본어: 高根村)은 일본 시즈오카현의 북동 슨토군에 속해있던 촌이다. 현재의 고텐바시에 해당한다.

## 역사
- 1889년 4월 1일 - 정촌제 시행에 의해 슨토군 다카네촌이 성립하였다.
- 1956년 1월 1일 - 스바시리촌과의 조합을 해소해 고텐바시에 편입되었다. 촌사무소는 고텐바시청 다카네지소에, 촌유재산은 고텐바시 다카네재산구에 인계되었다

## 교통
- 고텐바선 고텐바역이 가장 가까운 곳
- 고텐바마차 철도

## 참고 문헌
- 角川日本地名大辞典編纂委員会,『角川日本地名大辞典 22 静岡県』, 角川書店, 1978年, ISBN 4040012208